# True Beauty (primera temporada)
True Beauty es un reality show estadounidense en donde concursantes compiten por saber quien es el más hermoso, sin embargo, ellos piensan que son evaluados por su belleza externa cuando en realidad, los tres jueces juzgan su belleza interna. Los concursantes compiten por 100.000 dólares y una aparición en "Las 100 personas más bellas" de People. La serie es producida por Tyra Banks y Ashton Kutcher. La primera temporada fue estrenada el 5 de enero de 2009 teniendo como jueces a Vanessa Minnillo, Nolé Marin, y Cheryl Tiegs. Terminó el 23 de febrero de 2009 nombrando como ganadora a Julia Anderson y teniendo como finalista a Joel Rush y como semifinalista a Billy Jeffrey.

## Concursantes
| Nombre             | Ocupación                                   | Ciudad Natal      | Eliminación    |
| ------------------ | ------------------------------------------- | ----------------- | -------------- |
| Julia Anderson     | Reina Juvenil de Belleza                    | Dallas, TX        | Ganadora       |
| Joel Rush          | Vendedor de Sistemas                        | Tampa, FL         | Segundo Puesto |
| Billy Jeffrey      | Dueño de una tienda de vitaminas y bailarín | Lewiston, ID      | Tercer puesto  |
| Laura Leigh Siani  | Modelo de ropa de baño                      | Staten Island, NY | Episodio 7     |
| Ray Seitz          | Artista                                     | San Diego, CA     | Episodio 6     |
| Chelsea Bush       | Modelo y Cantante                           | Brentwood, TN     | Episodio 5     |
| C.J. Miller        | Bariste de cafetería                        | Los Ángeles, CA   | Episodio 4     |
| Monique Santiago   | Graduada en Baile                           | New York, NY      | Episodio 3     |
| Ashley Michaelson  | Asistente de Diseñador                      | Rochester, NY     | Episodio 2     |
| Hadiyyah-lah Sa'id | Recepcionista                               | Minneapolis, MN   | Episodio 1     |

## Progreso de los concursantes
| Concursantes | Episodios | Episodios | Episodios | Episodios | Episodios | Episodios | Episodios | Episodios     |
| Concursantes | 1         | 2         | 3         | 4         | 5         | 6         | 7         | 8             |
| ------------ | --------- | --------- | --------- | --------- | --------- | --------- | --------- | ------------- |
| Julia        | SIGUE     | SIGUE     | GANA      | SIGUE     | SIGUE     | SIGUE     | SIGUE     | Ganadora      |
| Joel         | GANA      | SIGUE     | GANA      | GANA      | RIESGO    | GANA      | RIESGO    | Finalista     |
| Billy        | GANA      | GANA      | GANA      | RIESGO    | GANA      | SIGUE     | GANA      | Tercer Puesto |
| Laura        | SIGUE     | SIGUE     | GANA      | SIGUE     | SIGUE     | RIESGO    | FUERA     |               |
| Ray          | SIGUE     | SIGUE     | SIGUE     | SIGUE     | SIGUE     | FUERA     |           |               |
| Chelsea      | RIESGO    | SIGUE     | SIGUE     | SIGUE     | FUERA     |           |           |               |
| C.J.         | SIGUE     | RIESGO    | RIESGO    | FUERA     |           |           |           |               |
| Monique      | SIGUE     | SIGUE     | FUERA     |           |           |           |           |               |
| Ashley       | SIGUE     | FUERA     |           |           |           |           |           |               |
| Hadiyyah-lah | FUERA     |           |           |           |           |           |           |               |

     El concursante ganó el desafío
     El concursante no ganó el reto pero estuvo a salvo de eliminación
     El concursante estuvo en riego de eliminación
     El concursante fue eliminado

## Retos de Cámara Oculta
| Concursantes | Retos | Retos | Retos | Retos | Retos | Retos | Retos | Retos |
| Concursantes | 1     | 2     | 3     | 4     | 5     | 6     | 7     | 8     |
| ------------ | ----- | ----- | ----- | ----- | ----- | ----- | ----- | ----- |
| Julia        | APROB | APROB | APROB | APROB | APROB | APROB | APROB | APROB |
| Joel         | APROB | APROB | FALLA | FALLA | FALLA | FALLA | FALLA | FALLA |
| Billy        | APROB | APROB | FALLA | FALLA | APROB | FALLA | APROB | APROB |
| Laura        | FALLA | APROB | FALLA | APROB | APROB | FALLA | FALLA |       |
| Ray          | FALLA | FALLA | FALLA | APROB | APROB | FALLA |       |       |
| Chelsea      | APROB | FALLA | FALLA | APROB | FALLA |       |       |       |
| C.J.         | APROB | APROB | APROB | FALLA |       |       |       |       |
| Monique      | APROB | FALLA | FALLA |       |       |       |       |       |
| Ashley       | APROB | FALLA |       |       |       |       |       |       |
| Hadiyyah-lah | FALLA |       |       |       |       |       |       |       |

     El concursante fue aprobado por los jueces el desafío oculto.
     El concursante fue reprobado por los jueces el desafío oculto.